# Iwájú
Iwájú és una propera sèrie d'animació nigeriana i estatunidenca produïda per Walt Disney Animation Studios i l'empresa d'entreteniment panafricana britànica Kugali Media per al servei de streaming Disney+. Ziki Nelson és el creador de la sèrie i l'anomena "la meua història". La sèrie és la primera "sèrie d'animació original de llarga durada" produïda per Walt Disney Animation Studios en la seua història. La sèrie s'estrenarà el 2023.

## Premissa
Iwájú explorarà temes de desigualtat i divisió de classes, que el director i cofundador de Kugali, Ziki Nelson, va descriure com "la realitat quotidiana de la vida a Nigèria i altres parts del món". També s'explorarà com aquests problemes afecten la societat quotidiana, així com "qüestionar l'statu quo". Nelson també va descriure la sèrie com a "inspiració, o aspiració i desig, per intentar dissenyar la societat per viure d'una manera més positiva". Ibrahim també va argumentar que la sèrie representa un "somni personal de la meua infància per explicar la meua història i la de la meua gent".